# Tamara Arciuch
Tamara Arciuch (nacida el 24 de marzo de 1975 en Skierniewice) es una actriz polaca.
Ha bailado en la versión polaca del programa de televisión Dancing with the Stars.

## Filmografía
- 2011: Och, Karol – Ágata
- 2010: Lincz – Abogado Łubieńska
- 2010: M jak miłość – Anna Gruszyńska
- 2010: Ojciec Mateusz – Alcalde de Sandomierz Justyna Malec
- 2010: Operacja Reszka – Jasnowłosa
- 2009: Złoty środek – Wiktoria
- 2008: Mniejsze zło – Médico
- 2008: oficial de Trzeci – Stella
- 2008: Nie kłam, kochanie
- 2007: ¡Halo Hans! - Hermosa chica
- 2006: Oficialowie – Stella
- 2005: Niania (versión polaca La niñera – Karolina Łapińska
- 2005-2007: Egzamin z życia – Prostituta
- 2004-2008: Pierwsza miłość – Sra. Iwonka
- 2004: Fin de semana de Długi – La madre de Felusi
- 2004-2008: Kryminalni – Actor
- 2004-2005: Oficial - Stella Lewandowska
- 2004: Camera Café - Esposa
- 2004: Wesele - Kasia
- 2002-2003: Psie serce – Renata
- 2002-2003: Kasia y Tomek – Dentista
- 2000-2001: Adam and Ewa – Monika Rozdrażewska
- 2000: Anna Karenina - Princesa Sorokina
- 2000: Sukces – Anetka Grudzińska
- 2000: Piotrek zgubił dziadka oko, a Jasiek chce dożyć spokojnej starości – Danka Dryblas
- 1999-2005: Lokatorzy – Anna Moc-Cieszkowska
- 1999: Europa tigrisa – Ania
- 1999: Na dobre i na złe – Viola
- 1997: Młode wilki 1/2 – Agata[1]

## Vida personal
Estuvo casada con Bernard Szyc. Juntos tienen un hijo llamado Krzysztof. Tiene un hijo, Michał (n. 2009), con su pareja Bartłomiej Kasprzykowski.